# Spirotecoma
Spirotecoma, biljni rod iz porodice katalpovki smješten u tribus Crescentieae. Pripada mu 4 vrsta drveća rasprostranjenog po Velikim Antilima Tipična je Spirotecoma spiralis. 

## Etimologija
Ime Spirotecoma izvedeno je iz grčkih korijena: "spira" što znači spirala i "tecoma" što se odnosi na rod cvjetnica. Ovo ime odražava spiralni raspored njihovih cvjetnih grozdova, aspekt njihova rasta koji dodaje njihovu estetsku vrijednost. 

## Fizičke karakteristike
Spirotecoma biljke obično pokazuju širok raspon oblika rasta, od grmova do uspravnih struktura nalik drveću. Općenito imaju debelo, kožasto lišće koje je tamnozeleno i sjajno, dodajući bujan izgled svojoj okolini. Cvjetovi su cjevasti i često se pojavljuju u živahnim grozdovima na krajevima grana, što ih čini vrlo privlačnima i ljudima i divljim životinjama. 

## Prepoznatljive osobine
Neke ključne prepoznatljive osobine spirotekoma uključuju:
- Cjevasti cvjetovi: Ovi cvjetovi obično su raspoređeni u spiralne grozdove na vrhovima grana.
- Prepoznatljivo lišće: Lišće je obično kožasto i sjajno, pružajući bogatu teksturu.
- Boja: Boje cvijeta mogu varirati od jarko žute do tamno ljubičaste, privlačeći različite oprašivače.
- Navike rasta: Ovisno o vrsti, mogu rasti kao grmlje ili drveće, što pridonosi njihovoj svestranosti u krajolicima.[2]

## Ekološki značaj
Ekološka važnost spirotekome je veoma značajna. Ove biljke igraju vitalnu ulogu u njihovim ekosustavima osiguravajući hranu i stanište za razne vrste insekata, ptica i sisavaca. Njihovi cvjetovi vrijedan su izvor nektara za oprašivače, a lišće služi kao stanište brojnim kukcima.

## Preferirana klima i tlo
Spirotekoma uspijeva u toplim, vlažnim klimama tipičnim za tropska i suptropska područja. Preferiraju dobro drenirajuća, bogata tla koja zadržavaju nešto vlage, ali dopuštaju da višak vode izađe. Iako mogu tolerirati niz tipova tla, uglavnom uspijevaju na ilovastim ili pjeskovitim tlima obogaćenim organskom tvari.

## Rast i razmnožavanje
Ove biljke snažno rastu, često dosegnu svoju punu visinu unutar nekoliko godina. Spirotekoma se pretežno razmnožava putem sjemena koje raznosi vjetar, voda ili životinje. Proces klijanja zahtijeva vlažne uvjete, čime se uspostavlja jaka veza između njihovog životnog ciklusa i klime njihovog staništa. Također se mogu razmnožavati reznicama, što ih čini popularnim izborom u hortikulturi za one koji žele uzgajati ove biljke.

## Prirodno područje rasprostranjenja i rasprostranjenost
Prirodni rasprostranjenost Spirotecoma primarno je ograničena na regije u Antilskoj Americi, gdje se može pronaći u raznim staništima uključujući šume, savane i uz riječne obale. Njihova sposobnost prilagodbe različitim mikroklimama unutar ovih regija pridonosi njihovoj rasprostranjenosti i uspjehu.

## Vrste
1. Spirotecoma apiculata (Britton) Alain; kubanski endem
2. Spirotecoma holguinensis (Britton) Alain;  kubanski endem
3. Spirotecoma rubriflora (Leonard) Alain; Kuba; Dominikanska Republika; Haiti
4. Spirotecoma spiralis (C.Wright) Pichon; kubanski endem

## Sinonimi
- Cotema Britton & P.Wilson; Mem. Torr. Bot. Cl. 16: 107 (1920)
- Neurotecoma K.Schum.; Nat. Pflanzenfam. [Engler & Prantl] IV, 3b: 238 (1894), nom. rej.